# 1. FC Union Berlin (Frauenfußball)
Die Frauenfußballabteilung des 1. FC Union Berlin bestand erstmals von 1969 bis 1971. 1990 erhielt der Klub mit dem Übertritt der Fußballerinnen der aufgelösten BSG Kabelwerk Oberspree Berlin erneut eine Frauenfußballabteilung.
Heimspielstätte der ersten Frauenmannschaft ist seit der Saison 2024/25 das Stadion An der Alten Försterei in Berlin-Köpenick.
Zu den größten Erfolgen der Abteilung gehört die Zweitliga-Meisterschaft im Jahr 2025 und der damit errungene Aufstieg in die Frauen-Bundesliga.

## Geschichte

### 1969–1971
Der 1. FC Union war einer der ersten Vereine in der DDR, die eine Damenmannschaft besaßen.  Bereits 1968 fanden sich fußballbegeisterte Mädchen, in der Mehrzahl Studentinnen des Instituts für Lehrerbildung in Köpenick, zusammen, um Fußball zu spielen. Am 22. September 1969 bekamen die Fußballerinnen von Union Sportbekleidung und Bälle und trainierten erstmals auf einer Nebenanlage. Trainiert wurde das Team in der Folge von Bernd Müller und Bernd Vogel von der ersten Männermannschaft des 1. FC Union. Am 17. Januar 1970 trug das Frauenteam gegen Unions Knabenmannschaft erstmals ein Spiel aus, in den folgenden Monaten schlossen sich Freundschaftsspiele gegen Teams aus Berlin und Tangermünde an. Als der DDR-Fußballverband im Sommer 1971 den Frauenfußball dem Volkssport-Bereich angliederte, war das Frauenteam gezwungen, sich einen neuen Klub zu suchen, da Union als Leistungsklub keine Freizeitmannschaft unterhalten durfte. Als Volkssportgemeinschaft schlossen sich die Fußballerinnen dem Kabelwerk Oberspree an.

### 1990-heute
1990 erhielt der Klub mit dem Übertritt der Fußballerinnen der aufgelösten BSG Kabelwerk Oberspree Berlin erneut eine Frauenfußballabteilung. Das Team nahm in seiner ersten Saison 1990/91 an der letzten DDR-Frauenfußballmeisterschaft teil und qualifizierte sich mit einem achten Rang für die neugeschaffene zweitklassige Oberliga Nordost (die heutige Regionalliga Nordost). Bereits in der Folgesaison musste die Mannschaft jedoch absteigen und kehrte erst 2001 wieder in die Regionalliga zurück. In der ersten Saison wurde man nur Vorletzter, durfte aber aufgrund des Aufstiegs von Tennis Borussia Berlin in der Liga verbleiben, woraufhin einige Jahre im Mittelfeld der Tabelle folgten. 2005 schafften die Unionerinnen das Kunststück, als Tabellenachter 21 Punkte Vorsprung zum Neuntplatzierten Chemnitzer FC zu haben.
In der Saison 2006/07 gelang dem Team der Aufstieg in die Zweite Bundesliga, welche 2004 als Unterbau zur Bundesliga eingeführt worden war. Am letzten Spieltag überholten die Unionerinnen durch einen Sieg im direkten Duell die Mannschaft des Magdeburger FFC und sicherten sich so die Meisterschaft in der Regionalliga; Magdeburg hatte aber ohnehin keine Lizenz für die Zweite Liga beantragt. Außerdem konnten die Berlinerinnen den Landespokal erfolgreich verteidigen. Während in der Folgesaison die Klasse in der Nordstaffel der zweiten Liga knapp gehalten werden konnte, standen die Damen am Ende der Saison 2008/09 als Absteiger fest.
Ab 2009 spielte das Team daher wieder in der Regionalliga Nordost, gehörte dort aber für mehrere Jahre zum Kreis der Abstiegskandidaten. Erst ab der Saison 2012/13 fand man sich unter den Spitzenteams wieder. Als Vizemeister gelang 2014 die Rückkehr in die 2. Bundesliga, da der erstplatzierte SV Eintracht Leipzig-Süd auf den Aufstieg in die 2. Bundesliga verzichtete. Im gleichen Jahr konnte das Team erneut den Berliner Pokal gewinnen. Nach nur einem Jahr musste Union wieder in die drittklassige Regionalliga Nordost absteigen, doch nach einem personellen Umbruch stand Ende der  Saison 2015/16 mit dem Gewinn der Regionalliga-Meisterschaft der direkte Wiederaufstieg in die 2. Frauen-Bundesliga fest. Ebenfalls konnte gegen den Ligakonkurrenten FC Viktoria Berlin der Berliner Pokal gewonnen werden.
Nach nur einer Saison folgte der erneute Abstieg in die Regionalliga. Durch einen 1:0-Sieg beim direkten Konkurrenten Magdeburger FFC sicherten sich die Berlinerinnen die Meisterschaft der Regionalligasaison 2017/18, scheiterten jedoch in der Qualifikationsrunde zur eingleisigen 2. Bundesliga an der zweiten Mannschaft der SGS Essen. Ein Jahr später verteidigte der 1. FC Union seinen Meistertitel, scheiterte aber in den Aufstiegsspielen an der SG 99 Andernach.
Zur Saison 2023/24 wurde die 1. Frauenmannschaft in eine reine Profiabteilung umgewandelt, alle Spielerinnen erhielten entsprechende Verträge. In der Spielzeit selbst konnte Union alle 29 Pflichtspiele (22 in der Regionalliga, fünf im Berliner Verbandspokal und zwei in den beiden Aufstiegsspielen gegen den SV Henstedt-Ulzburg) gewinnen, damit gelang sowohl der Aufstieg in die 2. Bundesliga als auch die Qualifikation für den DFB-Pokal.
Am 23. Spieltag der Saison 2024/25 wurde mit 14.047 Zuschauern ein damaliger Zweitliga-Besucherrekord aufgestellt und gleichzeitig machten die Eisernen Damen den erstmaligen Aufstieg in die 1. Bundesliga perfekt. Den Damen von Union Berlin gelang damit der Durchmarsch von der Drittklassigkeit in die Bundesliga. Am letzten Spieltag konnte Union durch ein 6:0 gegen den FSV Gütersloh 2009 erstmals die Zweitliga-Meisterschaft erringen und verbesserte den eigenen Zweitligarekord auf 20.132 Zuschauer, welcher gleichzeitig Vereinsrekord für die Eisernen Frauen bedeutet. Abgerundet wurde die erfolgreiche Saison mit der Torjägerkanone für Lisa Heiseler, die 22 Tore erzielte.

## Spielstätten

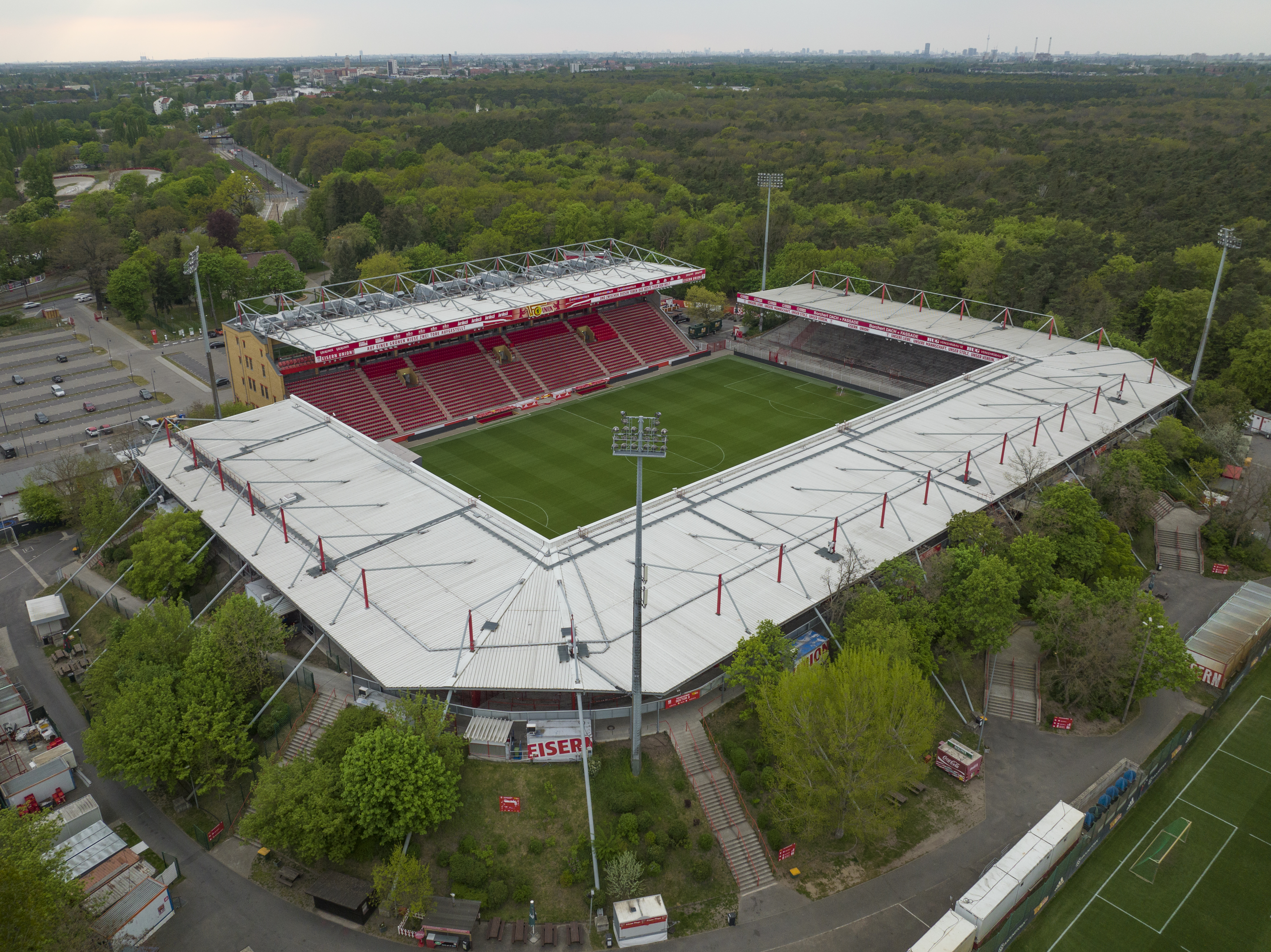
Das Stadion An der Alten Försterei

Bis 2024 war der Fritz-Lesch-Sportplatz in Adlershof die Heimstätte der Frauenmannschaft. Seit dem Aufstieg in die 2. Bundesliga trägt sie ihre Heimspiele im Stadion An der Alten Försterei aus, in dem zuvor bereits die Spiele gegen Hertha BSC in der Regionalliga und gegen Henstedt-Ulzburg in der Aufstiegsrunde stattgefunden hatten, letzteres vor 18.045 Zuschauern.
Am letzten Spieltag der Saison 2024/25 verbesserte Union den eigenen Zweitliga-Besucherrekord auf 20.132 Zuschauer. Mit einem Zuschauerschnitt von 7190 Besuchern in derselben Saison war das Damen-Team von Union Berlin die im Schnitt meistbesuchte Frauen-Profimannschaft in Deutschland und zählte zu den meistbesuchten Frauen-Fußballteams in Europa.

## Erste Mannschaft

### Kader Saison 2025/26
Stand: 17. August 2025
(Sortierung nach Trikotnummer)
| 01 | Deutschland | Cara Bösl      |
| 12 | Deutschland | Melanie Wagner |
| 28 | Schweiz     | Nadine Böhi    |

| 02 | Deutschland        | Tomke Schneider     |
| 04 | Deutschland        | Anna Aehling        |
| 05 | Deutschland        | Katja Orschmann     |
| 17 | Deutschland        | Judith Steinert     |
| 19 | Deutschland        | Samantha Steuerwald |
| 21 | Deutschland        | Anna Weiß           |
| 24 | Deutschland Turkei | Fatma Şakar         |
| 25 | Finnland           | Ida Heikkinen       |

| 06 | Deutschland              | Celine Frank       |
| 07 | Deutschland              | Lisa Heiseler      |
| 08 | Slowenien                | Korina Janež       |
| 20 | Deutschland              | Leonie Köster      |
| 27 | Deutschland              | Jenny Hipp         |
| 31 | Polen Deutschland        | Tanja Pawollek     |
| 77 | Deutschland Griechenland | Athanasia Moraitou |

| 09 | Deutschland                       | Sophie Weidauer     |
| 10 | Osterreich Vereinigtes Konigreich | Eileen Campbell     |
| 11 | Deutschland                       | Dina Orschmann      |
| 14 | Belgien                           | Hannah Eurlings     |
| 16 | Finnland                          | Elli Seiro          |
| 23 | Deutschland                       | Nele Bauereisen     |
| 29 | Deutschland                       | Antonia Halverkamps |
| 42 | Osterreich Vereinigte Staaten     | Naika Reissner      |

### Wechsel zur Saison 2025/26
Stand: 17. August 2025
(Alphabetische Sortierung)
| Anna Aehling (Eintracht Frankfurt)   |
| Nadine Böhi (FC St. Gallen)          |
| Eileen Campbell (SC Freiburg)        |
| Hannah Eurlings (Oud-Heverlee Löwen) |
| Jenny Hipp (RB Leipzig)              |
| Tanja Pawollek (Eintracht Frankfurt) |
| Samantha Steuerwald (SC Freiburg)    |
| Sophie Weidauer (Werder Bremen)      |

| Latoya Maxine Bach (1. FC Magdeburg)                    |
| Marie Becker (Karriereende)                             |
| Anouk Blaschka (SV Meppen)                              |
| Sarah Hornschuch (vereinslos)                           |
| Maria Cristina Lange (Karriereende)                     |
| Eleni Markou (vereinslos)                               |
| Pia Metzker (FC Viktoria 1889 Berlin)                   |
| Charleen Niesler (Türkiyemspor Berlin)                  |
| Zita Rurack (FC Basel)                                  |
| Sarah Abu Sabbah (FC Viktoria 1889 Berlin)              |
| Ginger Schulz (Nova Southeastern Sharks women's soccer) |
| Sophie Trojahn (vereinslos)                             |

## Erfolge
- Meister Zweite Bundesliga: 2025
- Aufstieg in die Bundesliga: 2025
- Aufstieg in die Zweite Bundesliga: 2007, 2014, 2016, 2024
- Teilnahme an der Bundesliga: 2025/26
- Teilnahme an der Zweiten Bundesliga: 2007–2009, 2014/15, 2016/17 und 2024/25
- Berliner Pokalsieger: 2006, 2007, 2014, 2016, 2019, 2024
- Teilnahme am DFB-Pokal: 2006/07–2009/10, 2014/15–2017/18, 2019/20 und 2024/25–2025/26

### Saisonbilanzen
| Saison                                                                         | Spielklasse | Spielklasse               | Platz (von) | S  | U | N  | Tore   | Punkte | Verbands- pokal | DFB-Pokal    |
| Saison                                                                         | Liga        | Name                      | Platz (von) | S  | U | N  | Tore   | Punkte | Verbands- pokal | DFB-Pokal    |
| ------------------------------------------------------------------------------ | ----------- | ------------------------- | ----------- | -- | - | -- | ------ | ------ | --------------- | ------------ |
| 1990/91                                                                        | I           | NOFV-Oberliga             | 8 (10)      | 3  | 6 | 9  | 14:43  | 12-24  | ?               | ?            |
| 1991/92                                                                        | II          | Oberliga Nordost          | 9 (11)      | 4  | 4 | 12 | 19:37  | 12-28  | ?               | –            |
| 1992/93                                                                        | III         | Verbandsliga Berlin       | 4 (12)      | 13 | 2 | 7  | 46:26  | 28-16  | ?               | –            |
| 1993/94                                                                        | III         | Verbandsliga Berlin       | 1 (10)      | 11 | 5 | 2  | 53:15  | 27-9   | ?               | –            |
| 1994/95                                                                        | III         | Verbandsliga Berlin       | 1 (12)      | 16 | 4 | 2  | 65:20  | 36-8   | ?               | –            |
| 1995/96                                                                        | III         | Verbandsliga Berlin       | 2 (13)      | 21 | 0 | 3  | 84:17  | 63     | ?               | –            |
| 1996/97                                                                        | III         | Verbandsliga Berlin       | 4 (13)      | 14 | 5 | 5  | 48:24  | 47     | ?               | –            |
| 1997/98                                                                        | III         | Verbandsliga Berlin       | 2 (12)      | 15 | 4 | 1  | 62:17  | 45     | ?               | –            |
| 1998/99                                                                        | III         | Verbandsliga Berlin       | 7 (12)      | 8  | 4 | 8  | 24:30  | 28     | ?               | –            |
| 1999/2000                                                                      | III         | Verbandsliga Berlin       | 9 (14)      | 9  | 6 | 11 | 46:50  | 33     | ?               | –            |
| 2000/01                                                                        | III         | Verbandsliga Berlin       | 1 (15)      | 20 | 1 | 3  | 105:29 | 76     | ?               | –            |
| 2001/02                                                                        | II          | Regionalliga Nordost      | 11 (12)     | 3  | 5 | 7  | 16:44  | 14     | Achtelfinale    | –            |
| 2002/03                                                                        | II          | Regionalliga Nordost      | 5 (11)      | 8  | 5 | 7  | 25:25  | 29     | Finale          | –            |
| 2003/04                                                                        | II          | Regionalliga Nordost      | 9 (12)      | 6  | 4 | 12 | 22:34  | 22     | ?               | –            |
| 2004/05                                                                        | III         | Regionalliga Nordost      | 8 (12)      | 11 | 3 | 8  | 44:31  | 36     | Halbfinale      | –            |
| 2005/06                                                                        | III         | Regionalliga Nordost      | 2 (12)      | 13 | 2 | 3  | 47:18  | 41     | Pokalsieger     | –            |
| 2006/07                                                                        | III         | Regionalliga Nordost      | 1 (12)      | 19 | 2 | 1  | 78:13  | 59     | Pokalsieger     | 1. Runde     |
| 2007/08                                                                        | II          | 2. Bundesliga Nord        | 10 (12)     | 6  | 3 | 13 | 28:48  | 21     | –               | 2. Runde     |
| 2008/09                                                                        | II          | 2. Bundesliga Nord        | 12 (12)     | 3  | 3 | 16 | 22:54  | 12     | –               | 2. Runde     |
| 2009/10                                                                        | III         | Regionalliga Nordost      | 10 (12)     | 5  | 6 | 11 | 24:34  | 21     | 2. Runde        | 1. Runde     |
| 2010/11                                                                        | III         | Regionalliga Nordost      | 7 (11)      | 7  | 1 | 12 | 30:42  | 22     | Finale          | –            |
| 2011/12                                                                        | III         | Regionalliga Nordost      | 10 (12)     | 6  | 4 | 12 | 42:47  | 22     | Achtelfinale    | –            |
| 2012/13                                                                        | III         | Regionalliga Nordost      | 3 (12)      | 14 | 3 | 5  | 63:24  | 45     | Viertelfinale   | –            |
| 2013/14                                                                        | III         | Regionalliga Nordost      | 2 (12)      | 17 | 3 | 2  | 77:14  | 54     | Pokalsieger     | –            |
| 2014/15                                                                        | II          | 2. Bundesliga Nord        | 11 (12)     | 2  | 3 | 17 | 24:80  | 9      | –               | 1. Runde     |
| 2015/16                                                                        | III         | Regionalliga Nordost      | 1 (12)      | 16 | 3 | 1  | 81:20  | 51     | Pokalsieger     | 1. Runde     |
| 2016/17                                                                        | II          | 2. Bundesliga Nord        | 11 (12)     | 6  | 0 | 16 | 27:60  | 18     | –               | 1. Runde     |
| 2017/18                                                                        | III         | Regionalliga Nordost      | 1 (12)      | 18 | 2 | 2  | 63:19  | 56     | Halbfinale      | 2. Runde     |
| 2018/19                                                                        | III         | Regionalliga Nordost      | 1 (12)      | 20 | 1 | 1  | 89:14  | 61     | Pokalsieger     | –            |
| 2019/20                                                                        | III         | Regionalliga Nordost      | 4 (12)      | 9  | 4 | 2  | 40:11  | 31     | Halbfinale      | 1. Runde     |
| 2020/21                                                                        | III         | Regionalliga Nordost Nord | 2 (7)       | 3  | 1 | 1  | 21:2   | 10     | Viertelfinale   | –            |
| 2021/22                                                                        | III         | Regionalliga Nordost      | 3 (17)      | 10 | 2 | 2  | 50:18  | 32     | Achtelfinale    | –            |
| 2022/23                                                                        | III         | Regionalliga Nordost      | 2 (14)      | 21 | 2 | 3  | 113:21 | 65     | 1. Hauptrunde   | –            |
| 2023/24                                                                        | III         | Regionalliga Nordost      | 1 (12)      | 22 | 0 | 0  | 145:5  | 66     | Pokalsieger     | –            |
| 2024/25                                                                        | II          | 2. Bundesliga             | 1 (14)      | 19 | 5 | 2  | 71:17  | 62     | –               | Achtelfinale |
| 2025/26                                                                        | I           | Bundesliga                | – (14)      | –  | – | –  | –      | –      | –               | 1. Runde     |
| grün unterlegt: Aufstieg; rot hinterlegt: Abstieg, gelb unterlegt: Pokalsieger |             |                           |             |    |   |    |        |        |                 |              |

## Nachwuchsmannschaften
Die zweite Frauenmannschaft (U23) ging in der Saison 2005/06 in den Spielbetrieb und schaffte in zwei Jahren den Durchmarsch von der Bezirksliga bis in die viertklassige Verbandsliga, als „Berlin-Liga“ die höchste Spielklasse des Stadtverbands. In der Saison 2009/10 stieg die Reserve wieder ab und spielte fortan in der Landesliga. In der Saison 2012/13 Saison gelang mit der Meisterschaft der Wiederaufstieg in die Berlin-Liga. Von 2021 bis 2023 gewann die U23 durchweg die Meisterschaft, musste jedoch wegen der Zugehörigkeit der ersten Mannschaft zur nächsthöheren Regionalliga jeweils auf den Aufstieg verzichten. 2023/24 setzte sich die U23 im Aufstiegsspiel gegen FSV Babelsberg 74 mit 2:1 durch und stieg in die Regionalliga Nordost auf.
Seit der Saison 2005/06 fördert der 1. FC Union Berlin auch den Mädchenbereich. Die U17-Altersstufe konnte sich 2012 für die erstmals ausgetragene U-17-Juniorinnen-Bundesliga qualifizieren. Die U13 und U15 sind jeweils in der höchsten Spielklasse ihrer Altersstufe vertreten. Die Mannschaften der U9- bis U11-Altersstufen werden durch Partnervereine aufgebaut. In der Saison 2010/11 wurden alle drei Mädchenteams in ihrer Altersklasse Berliner Meister.

## Bekannte Spielerinnen
Die Abwehrspielerin Bianca Joswiak nahm im Juli 2009 mit der U-19-Nationalmannschaft an der Europameisterschaft in Belarus teil. Marie Weidt bestritt im Herbst 2010 ihre ersten beiden U15-Länderspiele gegen Schottland. Im Juli 2011 gab Madeleine Wojtecki beim Nordic Cup in Finnland ihr Debüt in der U16-Nationalmannschaft. In der Saison 2011/12 gehörte zudem die bis dato mit 2 Länderspielen bestückte Lettin Enija Anna Vaivode zum Regionalliga-Kader von Union. Zuletzt spielten die Zwillinge Dina und Katja Orschmann in der U19-Auswahl des DFB. Beide Spielerinnen gehörten ebenfalls zum Kader der U20-Nationalmannschaft und kamen bei der U20-WM im November 2016 in Papua-Neuguinea zum Einsatz. Dina Orschmann absolvierte vier Spiele, davon drei in der Startelf und schoss gegen Südkorea ein bemerkenswertes Tor, das es bis in die Auswahl Tor des Monats der ARD-Sportschau schaffte. Daneben gab es weitere Nationalspielerinnen aus anderen Ländern: Nadia Pearl für Neuseeland, Danya Barsalona für Kanada, Hülya Kaya für die Türkei, Tal Mahlev für Israel (Junioren Länderspiele) sowie Dilara Türk, die A-Länderspiele für die Türkei bestritt.